# Padang Bintungan
Padang Bintungan is een bestuurslaag in het regentschap Padang Pariaman van de provincie West-Sumatra, Indonesië. Padang Bintungan telt 3839 inwoners (volkstelling 2010).